# Hugh Burgess
Pour les articles homonymes, voir Burgess.
Hugh Burgess, né en 1826 à Reading (Berkshire) et mort le 23 février 1892 à Atlantic City, est un inventeur britannique. 

## Biographie
Papetier, on lui doit avec Charles Watt la mise au point du procédé de traitement du bois à la soude, usage toujours utilisé. 
Jules Verne le mentionne au chapitre V de son roman Paris au XXe siècle.